# Leichtathletik-Weltmeisterschaften 2022/35 km Gehen der Männer

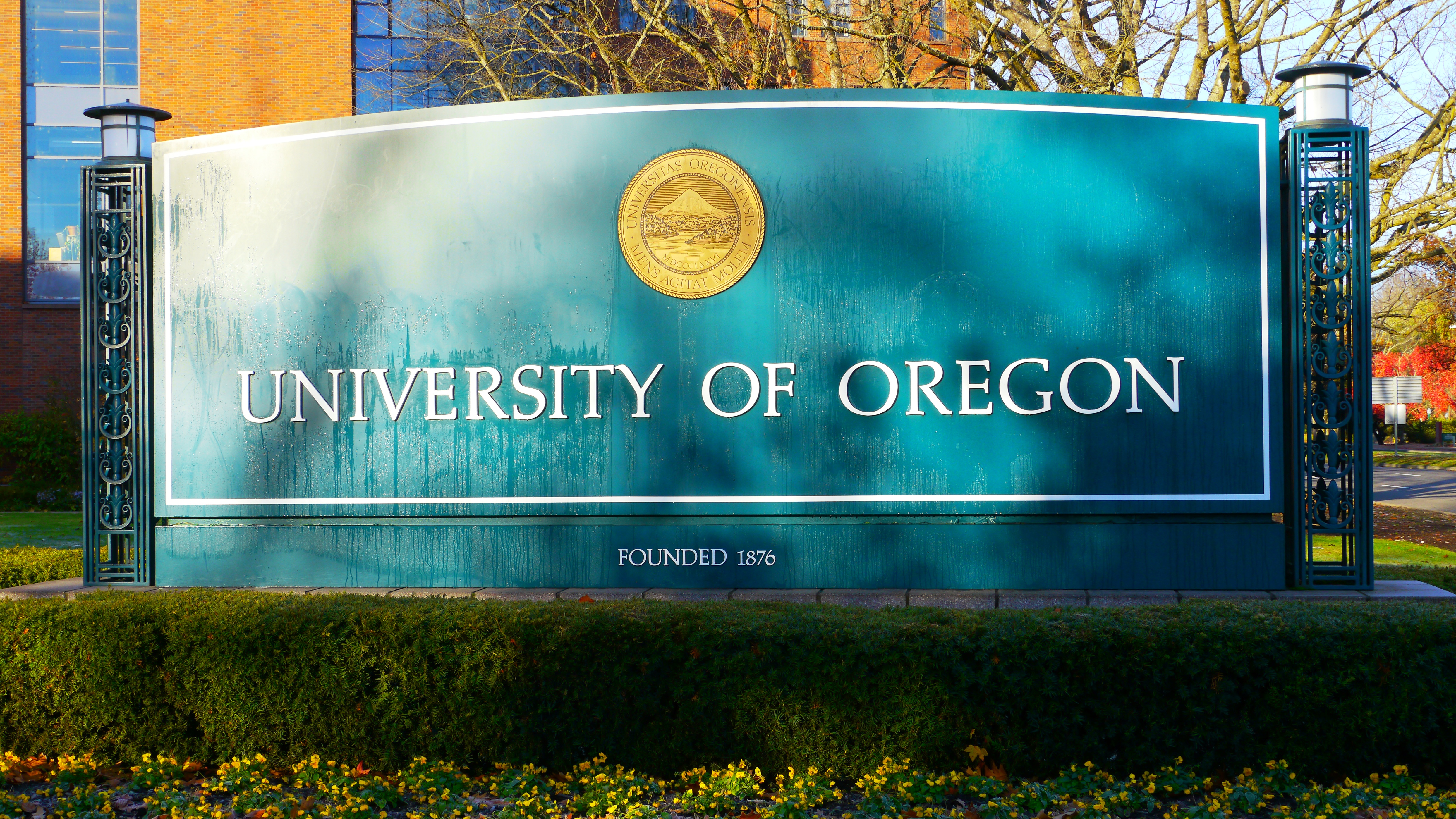
Der Start zum 35-km-Gehen erfolgte an der Universität von Eugene

Das 35-km-Gehen der Männer bei den Leichtathletik-Weltmeisterschaften 2022 fand am 24. Juli 2022 auf einem Rundkurs in der Stadt Eugene in den Vereinigten Staaten statt.
Der Wettbewerb stand in dieser Form erstmals auf dem Programm von Leichtathletik-Weltmeisterschaften. Er löste das zuvor über die Distanz von fünfzig Kilometern ausgetragene Gehen ab und soll auch in Zukunft so im WM-Angebot verbleiben.
Weltmeister wurde der Italiener Massimo Stano. Er gewann vor dem Japaner Masatora Kawano. Bronze ging an den Schweden Perseus Karlström.

## Rekorde

### Bestehende Rekorde
| Weltrekord               | 2:21:31 h                                               | Wladimir Kanaikin                                       | Adler (Sotschi), Russland                               | 19. Februar 2006                                        |
| Weltmeisterschaftsrekord | Wettbewerb erstmals im Programm von Weltmeisterschaften | Wettbewerb erstmals im Programm von Weltmeisterschaften | Wettbewerb erstmals im Programm von Weltmeisterschaften | Wettbewerb erstmals im Programm von Weltmeisterschaften |

### Rekordverbesserungen
Im Wettbewerb am 24. Juli wurde ein erster WM-Rekord aufgestellt. Darüber hinaus gab es in dieser bisher selten ausgetragenen Disziplin zahlreiche weitere Rekorde.
- Meisterschaftsrekord:
  - 2:23:14 h – Massimo Stano, Italien
- 4 Kontinentalrekorde:
  - 2:23:15 h (Asienrekord) – Masatora Kawano, Japan
  - 2:24:37 h (Amerikarekord) – Brian Pintado, Ecuador
  - 2:25:02 h (Nordamerikarekord) – Evan Dunfee, Kanada
  - 2:31:15 h (Afrikarekord) – Wayne Snyman, Südafrika
- 11 Landesrekorde:
  - 2:24:45 h – He Xianghong, Volksrepublik China
  - 2:25:14 h – Caio Bonfim, Brasilien
  - 2:25:21 h – Eider Arévalo, Kolumbien
  - 2:25:58 h – Miguel Ángel López, Spanien
  - 2:27:11 h – Ricardo Ortíz, Mexiko
  - 2:28:22 h – Aleksi Ojala, Finnland
  - 2:29:24 h – César Augusto Rodríguez, Peru
  - 2:30:34 h – Rhydian Cowley, Australien
  - 2:32:50 h – Vít Hlaváč, Tschechien
  - 2:34:16 h – Marius Žiūkas, Litauen
  - 2:34:48 h – Alexandros Papamichail, Griechenland

## Durchführung
Hier gab es keine Vorrunde, alle 33 Geher traten gemeinsam zum Finale an.

## Ergebnis

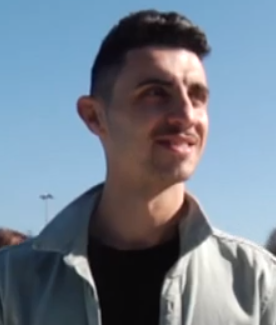
Massimo Stano wurde erster Weltmeister auf dieser neuen Distanz für die Geher

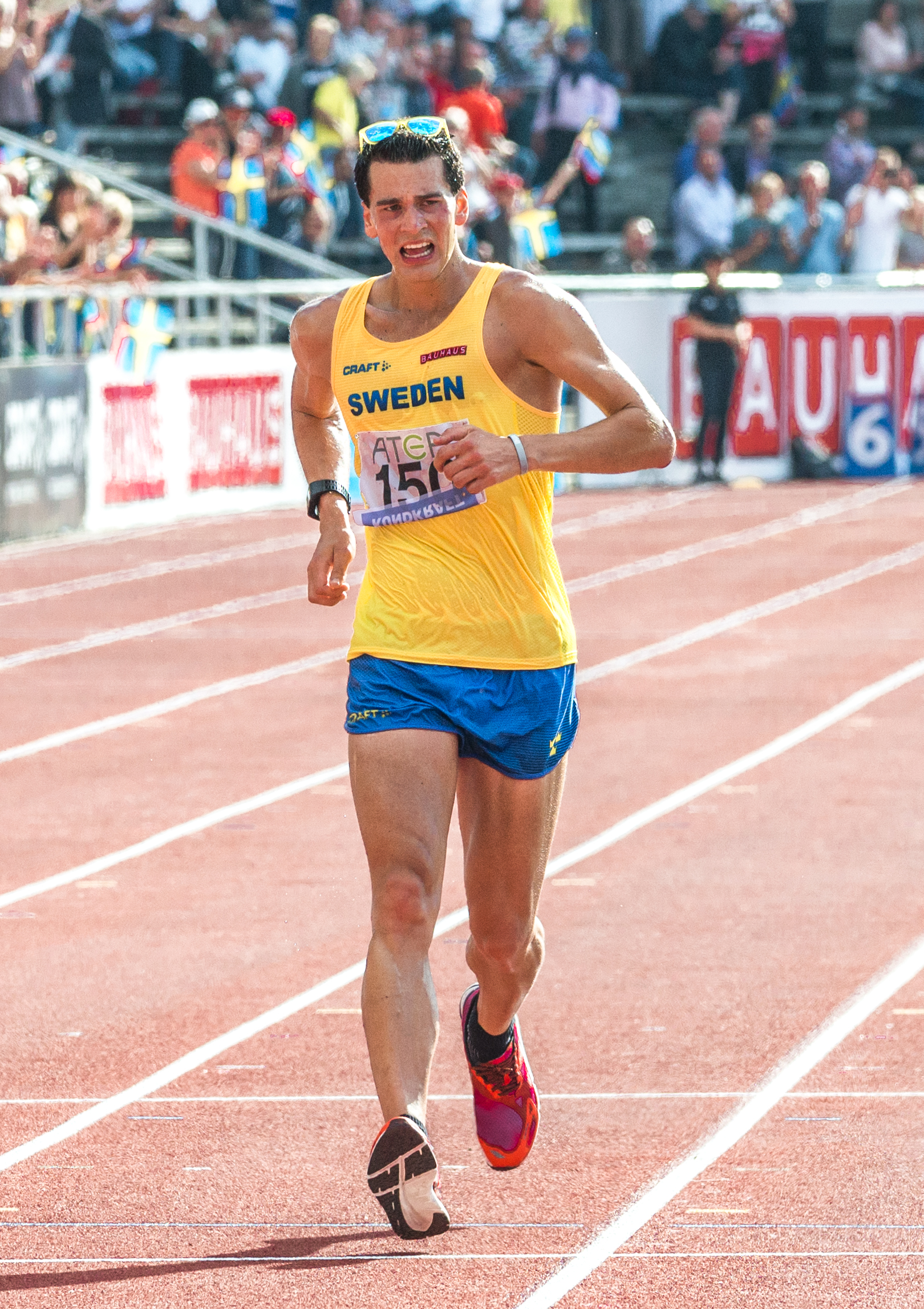
Wir neun Tage zuvor über zwanzig Kilometer errang Perseus Karlström die Bronzemedaille

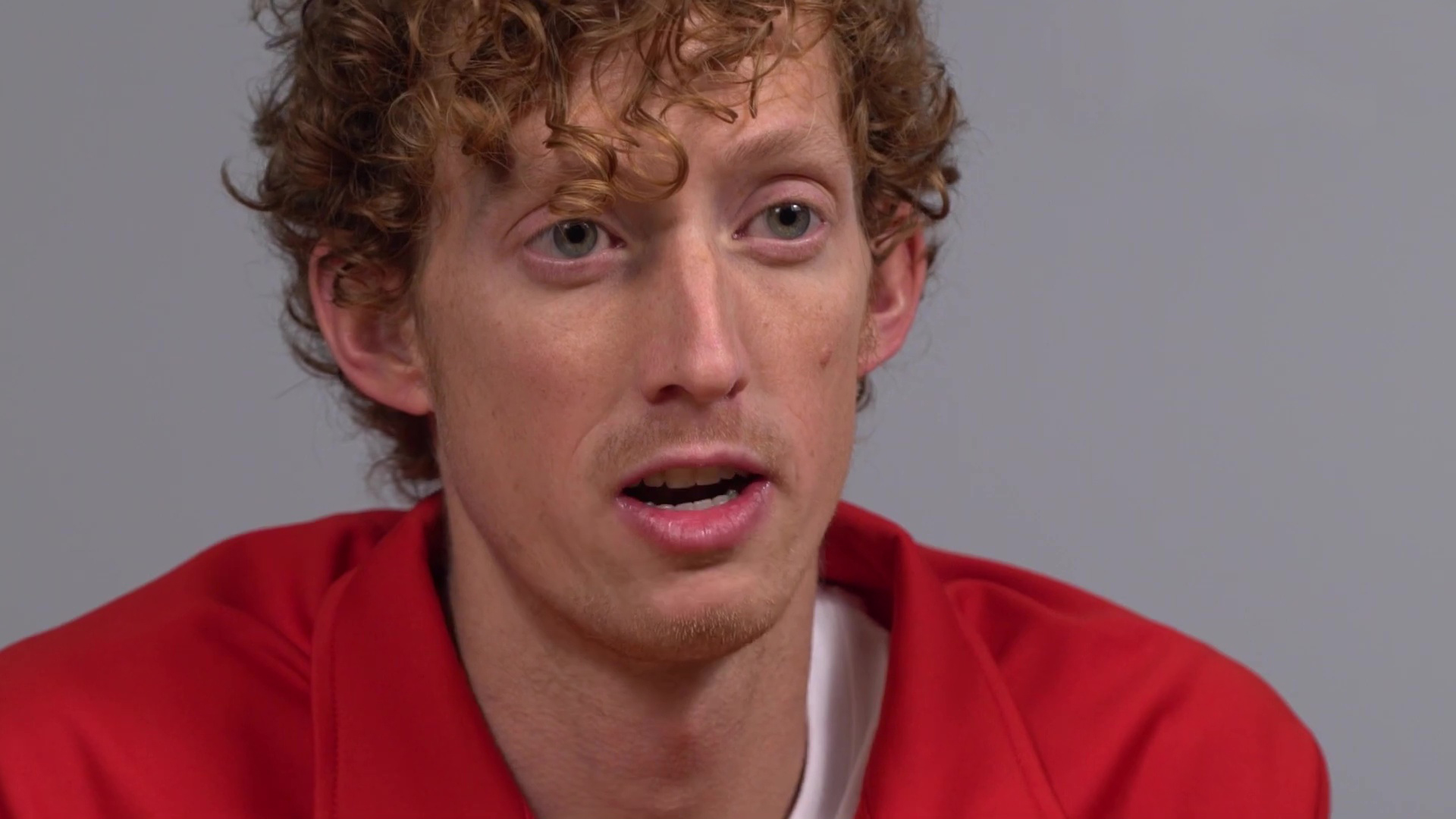
Der sechstplatzierte Evan Dunfee

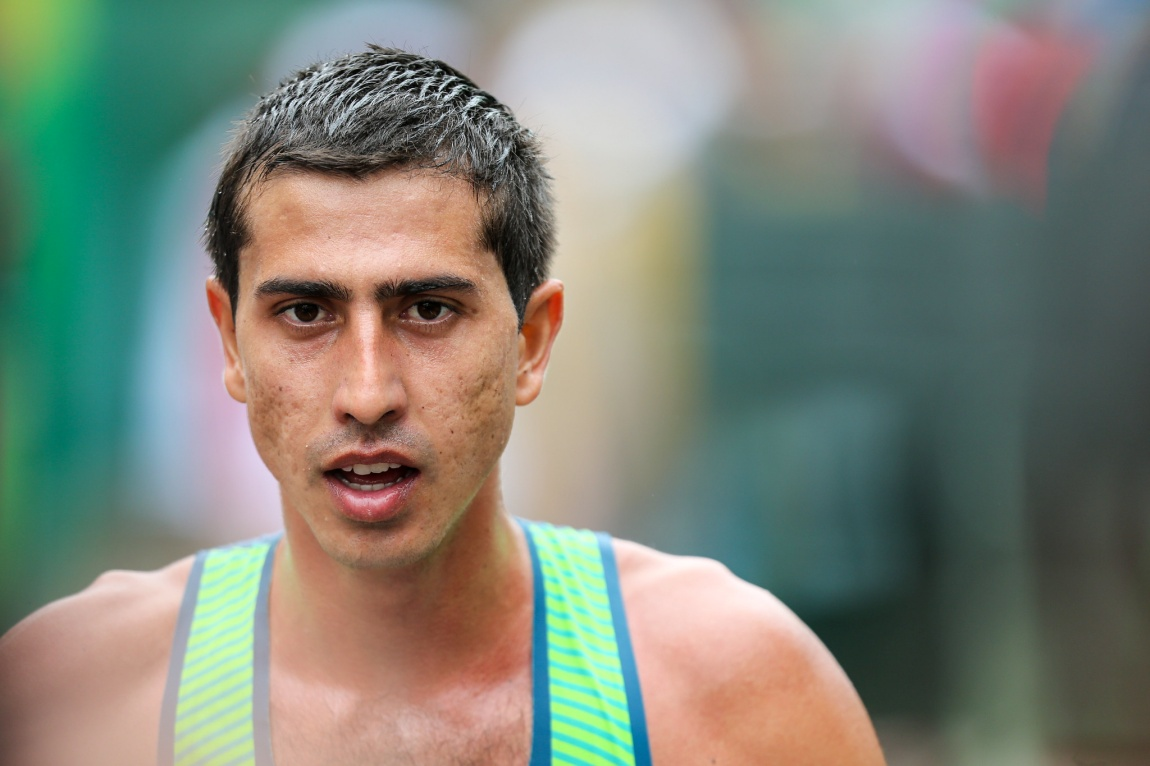
Caio Bonfim kam auf den siebten Platz

24. Juli 2022, 6:15 Uhr Ortszeit (15:15 Uhr MESZ)
| Platz | Name                     | Nation              | Verwarnungen        | Zeit (h)                                                 |
| ----- | ------------------------ | ------------------- | ------------------- | -------------------------------------------------------- |
| 1     | Massimo Stano            | Italien             |                     | 2:23:14 CR                                               |
| 2     | Masatora Kawano          | Japan               |                     | 2:23:15 AS                                               |
| 3     | Perseus Karlström        | Schweden            |                     | 2:23:44                                                  |
| 4     | Brian Pintado            | Ecuador             |                     | 2:24:37 AM                                               |
| 5     | He Xianghong             | Volksrepublik China | Bod                 | 2:24:45 NR                                               |
| 6     | Evan Dunfee              | Kanada              |                     | 2:25:02 NA                                               |
| 7     | Caio Bonfim              | Brasilien           |                     | 2:25:14 NR                                               |
| 8     | Eider Arévalo            | Kolumbien           |                     | 2:25:21 NR                                               |
| 9     | Tomohiro Noda            | Japan               | Bod                 | 2:25:29                                                  |
| 10    | Miguel Ángel López       | Spanien             |                     | 2:25:58 NR                                               |
| 11    | Ricardo Ortíz            | Mexiko              |                     | 2:27:11 NR                                               |
| 12    | Ever Jair Palma Olivares | Mexiko              |                     | 2:27:55                                                  |
| 13    | Aleksi Ojala             | Finnland            | Bod/Knie            | 2:28:22 NR                                               |
| 14    | Aurélien Quinion         | Frankreich          | Bod                 | 2:28:46 NR                                               |
| 15    | Zhaxi Yangben            | Volksrepublik China |                     | 2:28:56                                                  |
| 16    | César Augusto Rodríguez  | Peru                | Bod                 | 2:29:24 NR                                               |
| 17    | Hao Xu                   | Volksrepublik China | Bod                 | 2:29:55                                                  |
| 18    | Rhydian Cowley           | Australien          | Knie                | 2:30:34 NR                                               |
| 19    | Dawid Tomala             | Polen               | Knie/Knie           | 2:30:47                                                  |
| 20    | Wayne Snyman             | Südafrika           |                     | 2:31:15 AF                                               |
| 21    | Miroslav Úradník         | Slowakei            |                     | 2:31:16                                                  |
| 22    | José Luis Doctor         | Mexiko              | Bod/Bod/Bod         | 2:32:43 IWR 230, TR54.7.3 – PLZ210 (Zeitstrafe 3:30 min) |
| 23    | Vít Hlaváč               | Tschechien          |                     | 2:32:50 NR                                               |
| 24    | Andrés Chocho            | Ecuador             |                     | 2:33:28                                                  |
| 25    | Brendan Boyce            | Irland              | Knie/Knie           | 2:33:31                                                  |
| 26    | Daisuke Matsunaga        | Japan               | Knie                | 2:33:56                                                  |
| 27    | Marius Žiūkas            | Litauen             | Knie/Knie           | 2:34:16 NR                                               |
| 28    | Diego Pinzón             | Kolumbien           |                     | 2:34:26                                                  |
| 29    | Alexandros Papamichail   | Griechenland        | Bod                 | 2:34:48 NR                                               |
| 30    | Erick Barrondo           | Guatemala           |                     | 2:35:01                                                  |
| 31    | Dominik Černý            | Slowakei            | Knie                | 2:35:39                                                  |
| 32    | Álvaro López             | Spanien             |                     | 2:36:20                                                  |
| 33    | Arturas Mastianica       | Litauen             |                     | 2:36:25                                                  |
| 34    | Karl Junghannß           | Deutschland         | Knie                | 2:38:50                                                  |
| 35    | Georgi Scheiko           | Kasachstan          | Knie                | 2:39:47                                                  |
| 36    | Nick Christie            | USA                 |                     | 2:41:08                                                  |
| 37    | Arnis Rumbenieks         | Lettland            |                     | 2:42:47                                                  |
| 38    | Marius Cocioran          | Rumänien            | Knie                | 2:43:27                                                  |
| 39    | Ruy Coelho               | Portugal            |                     | 2:44:55                                                  |
| 40    | Carl Dohmann             | Deutschland         |                     | 2:45:44                                                  |
| DNF   | Jhonatan Amores          | Ecuador             |                     |                                                          |
| DNF   | Luis Henry Campos        | Peru                | Bod/Knie/Knie       | IWR 230, TR54.7.3 – PLZ210 (Zeitstrafe 3:30 min)         |
| DNF   | Carl Gibbons             | Australien          |                     |                                                          |
| DNF   | José Leonardo Montaña    | Kolumbien           | Bod                 |                                                          |
| DNF   | João Vieira              | Portugal            |                     |                                                          |
| DSQ   | Andrea Agrusti           | Italien             | Knie/Knie/Knie/Knie | IWR 230, TR54.7.5 – Disqualifikation                     |
| DSQ   | Artur Brzozowski         | Polen               | Bod/Knie/Knie/Knie  | IWR 230, TR54.7.5 – Disqualifikation                     |
| DSQ   | Aku Partanen             | Finnland            | Bod/Bod/Bod/Knie    | IWR 230, TR54.7.5 – Disqualifikation                     |
| DSQ   | Luis Angel Sanchez Pérez | Guatemala           | Bod/Bod/Bod/Knie    | IWR 230, TR54.7.5 – Disqualifikation                     |
| DSQ   | Marc Tur                 | Spanien             | Knie/Knie/Knie/Knie | IWR 230, TR54.7.5 – Disqualifikation                     |

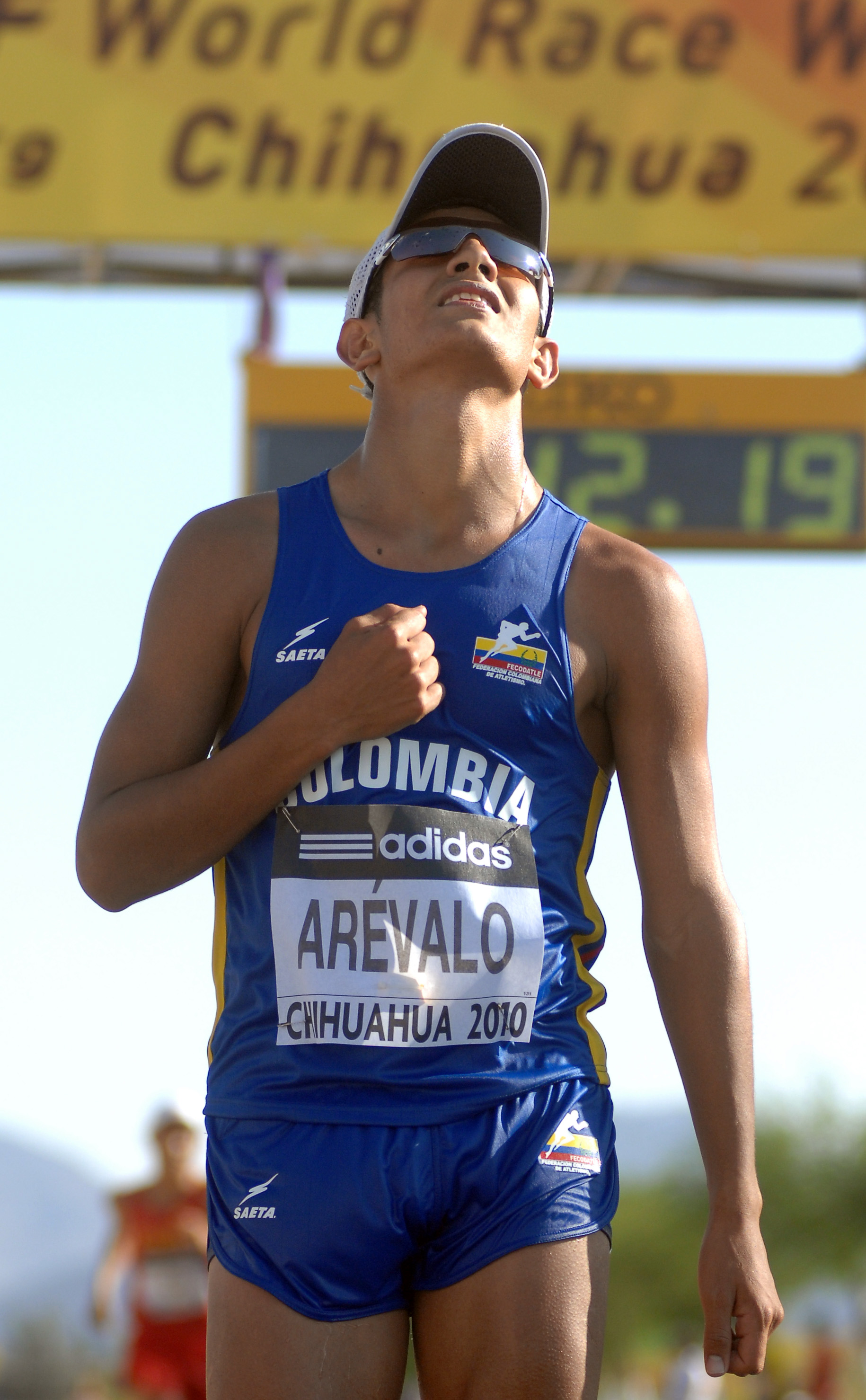
Eider Arévalo erreichte Platz acht
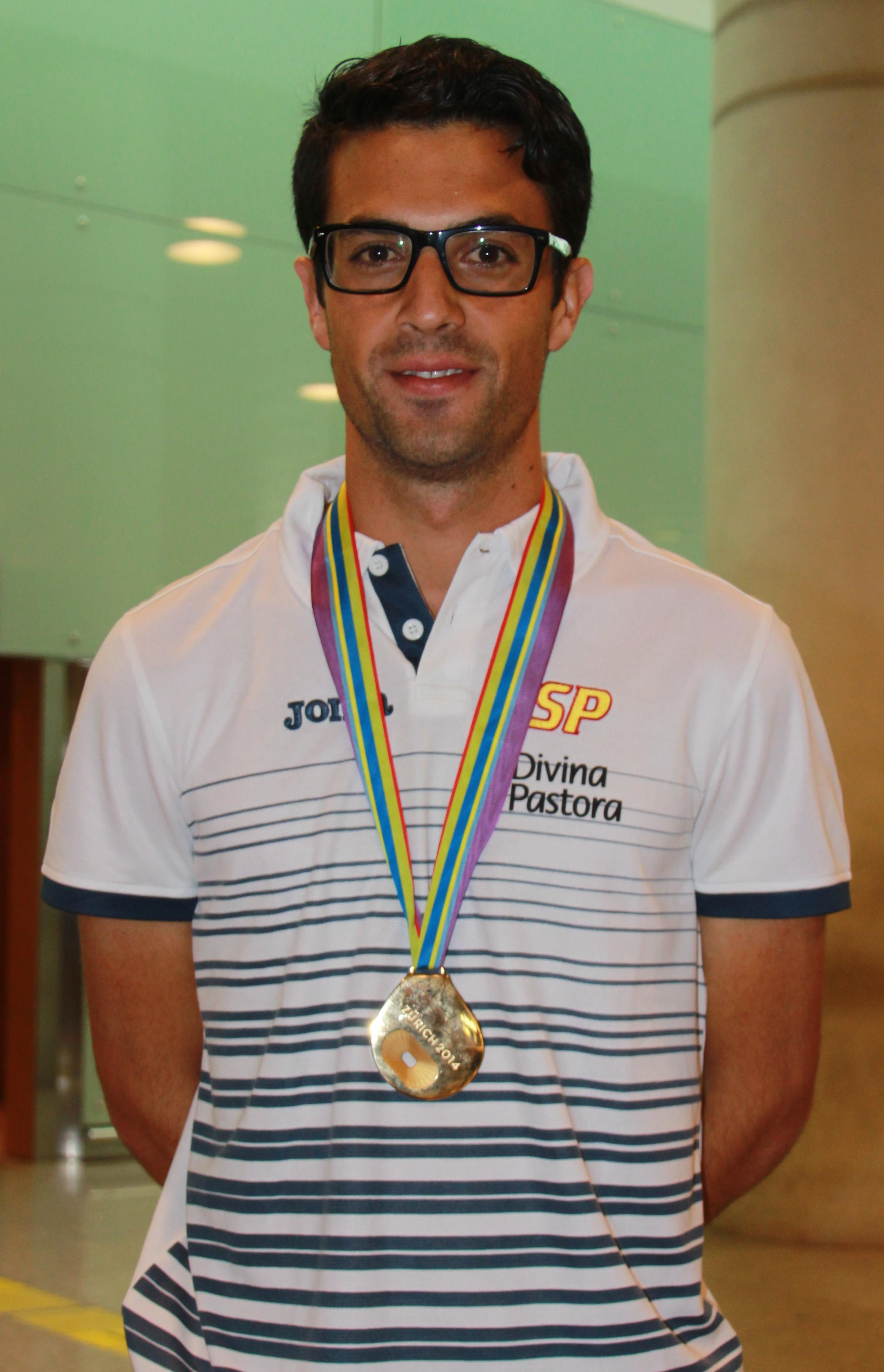
Miguel Ángel López – Rang zehn
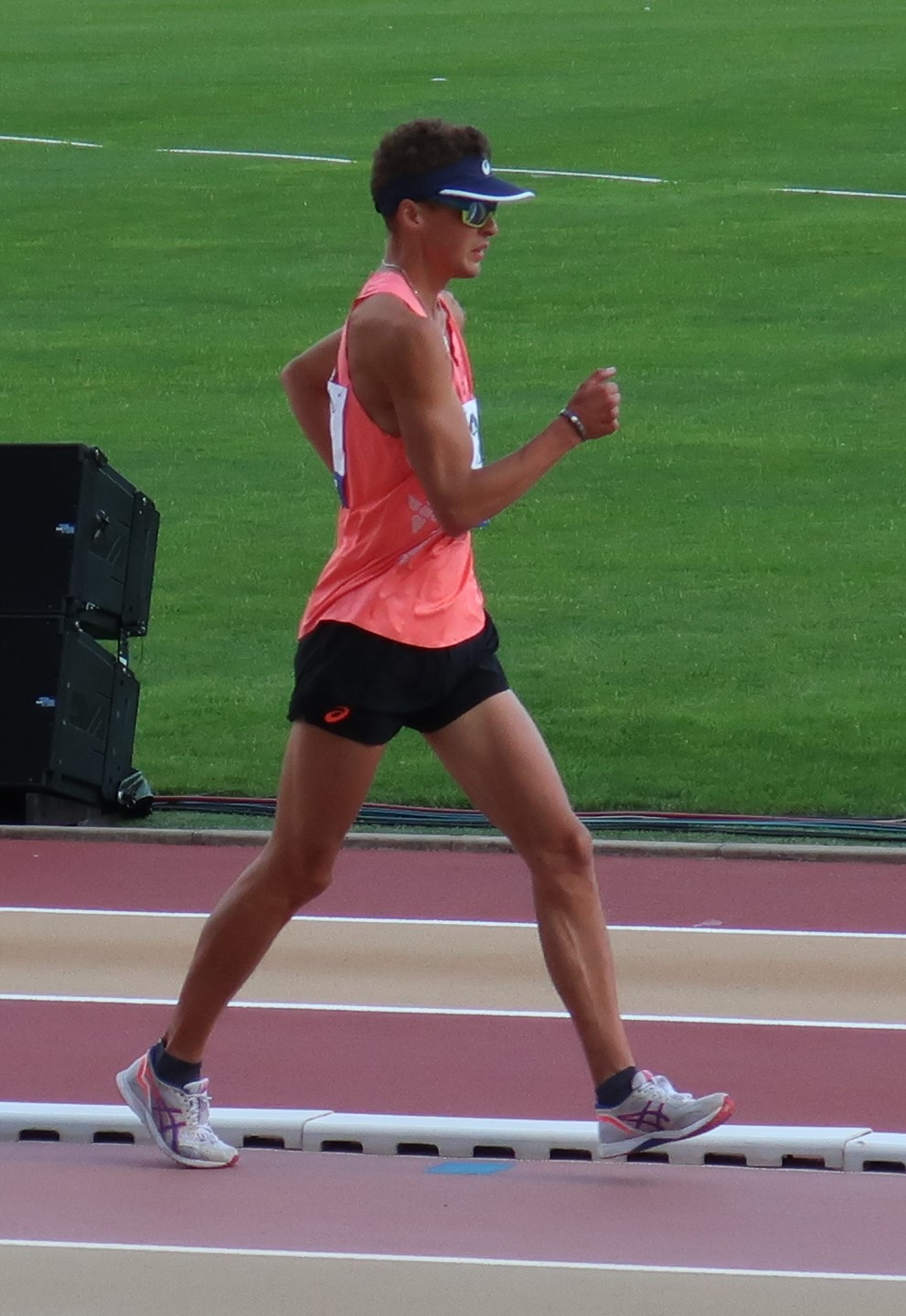
Aleksi Ojala wurde Dreizehnter
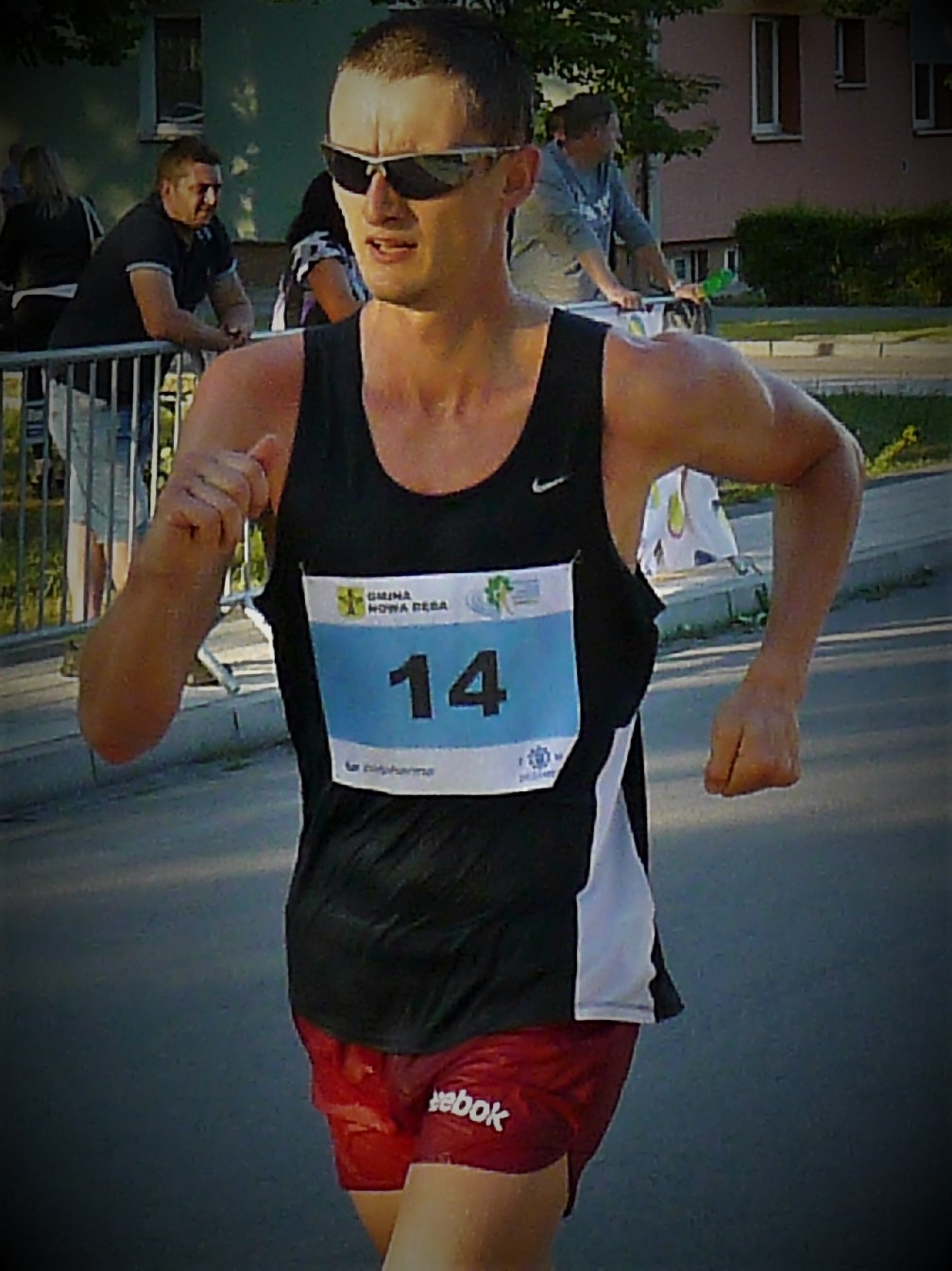
Dawid Tomala – Rang neunzehn
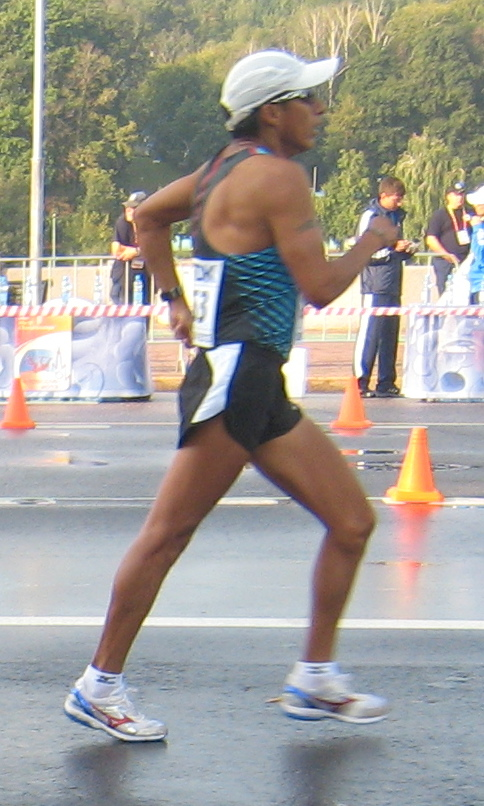
Andrés Chocho belegte Rang 24
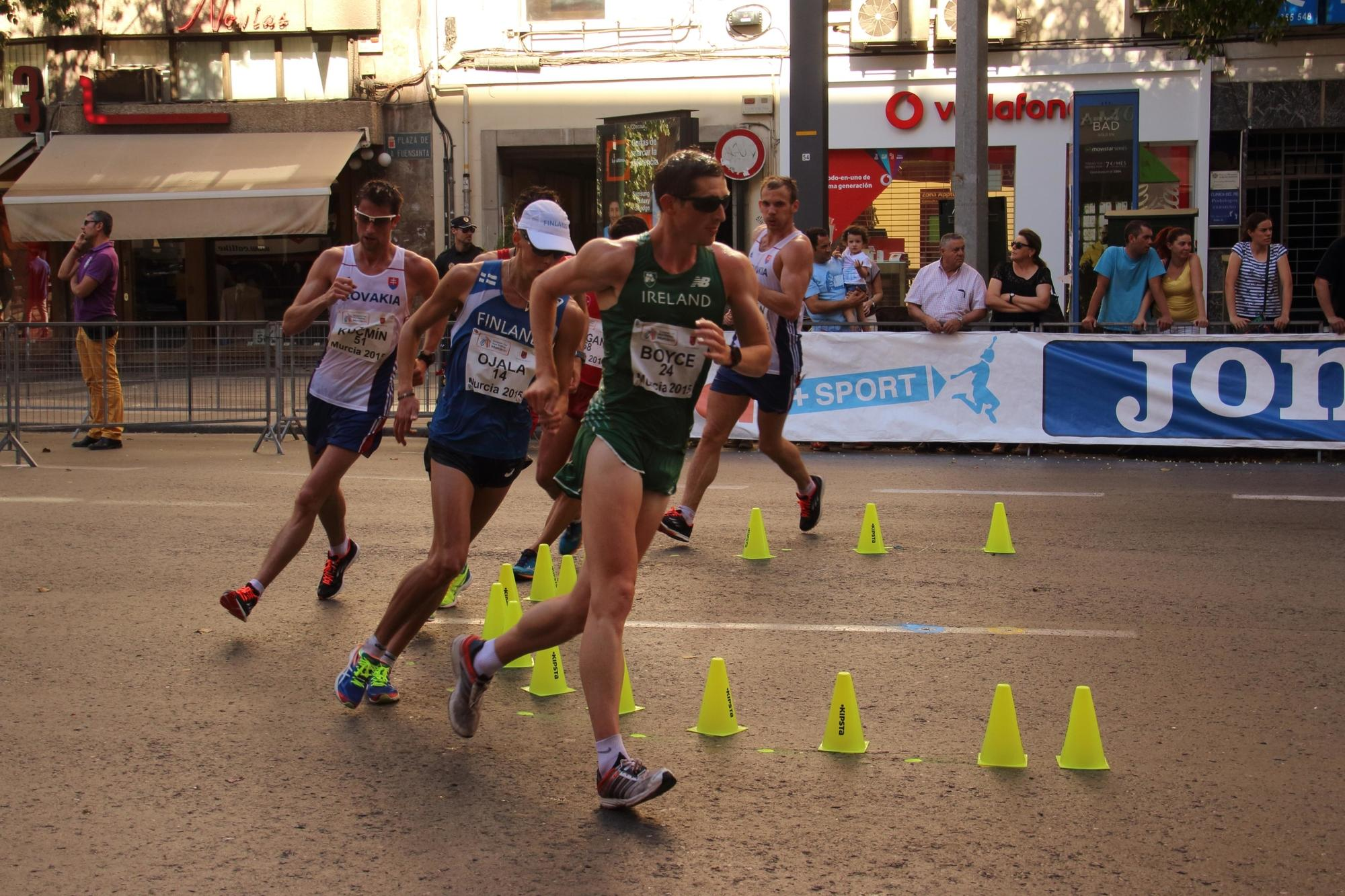
Brendan Boyce (grünes Trikot) – Rang 25
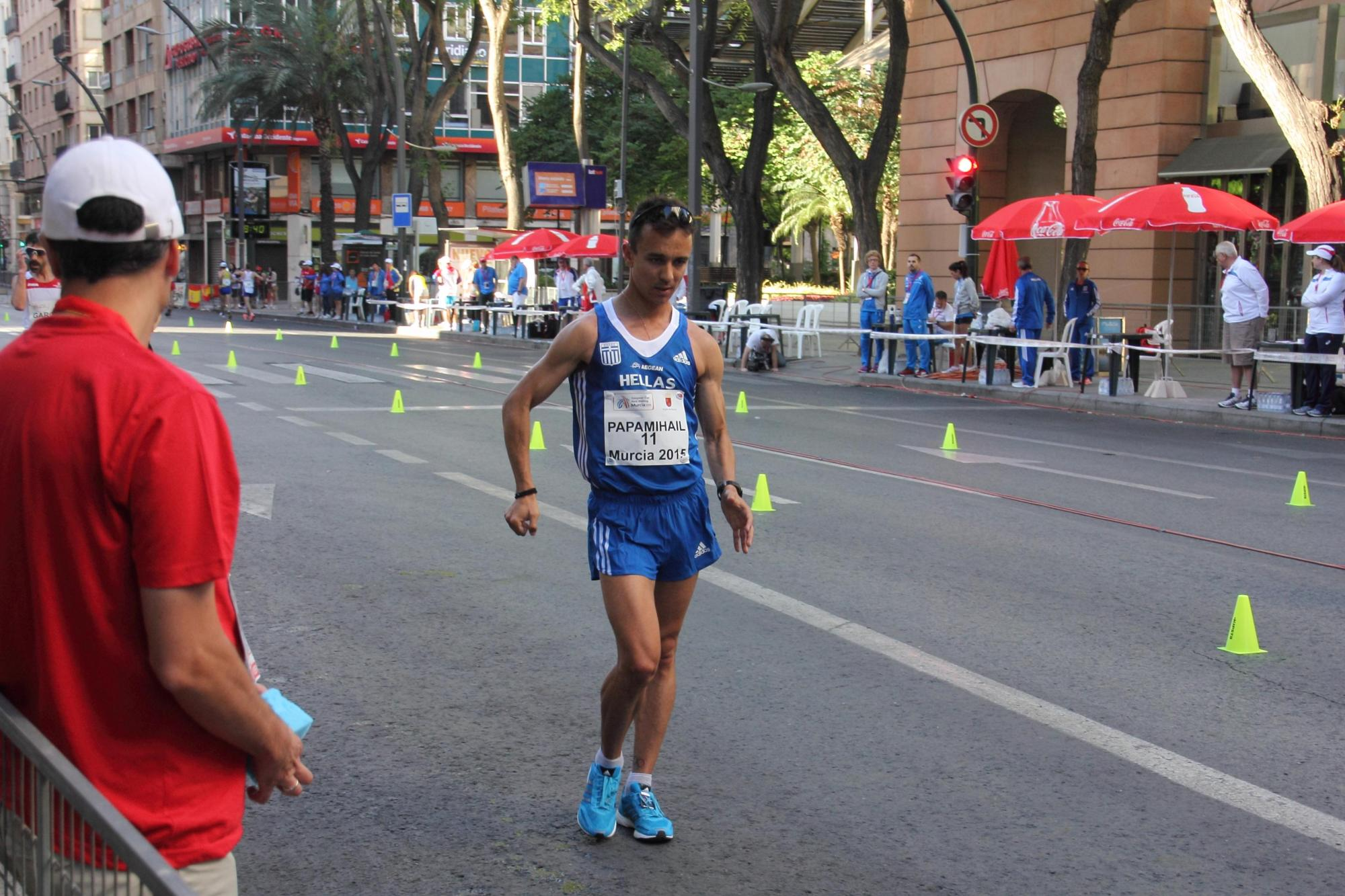
Rang 29 Alexandros Papamichail
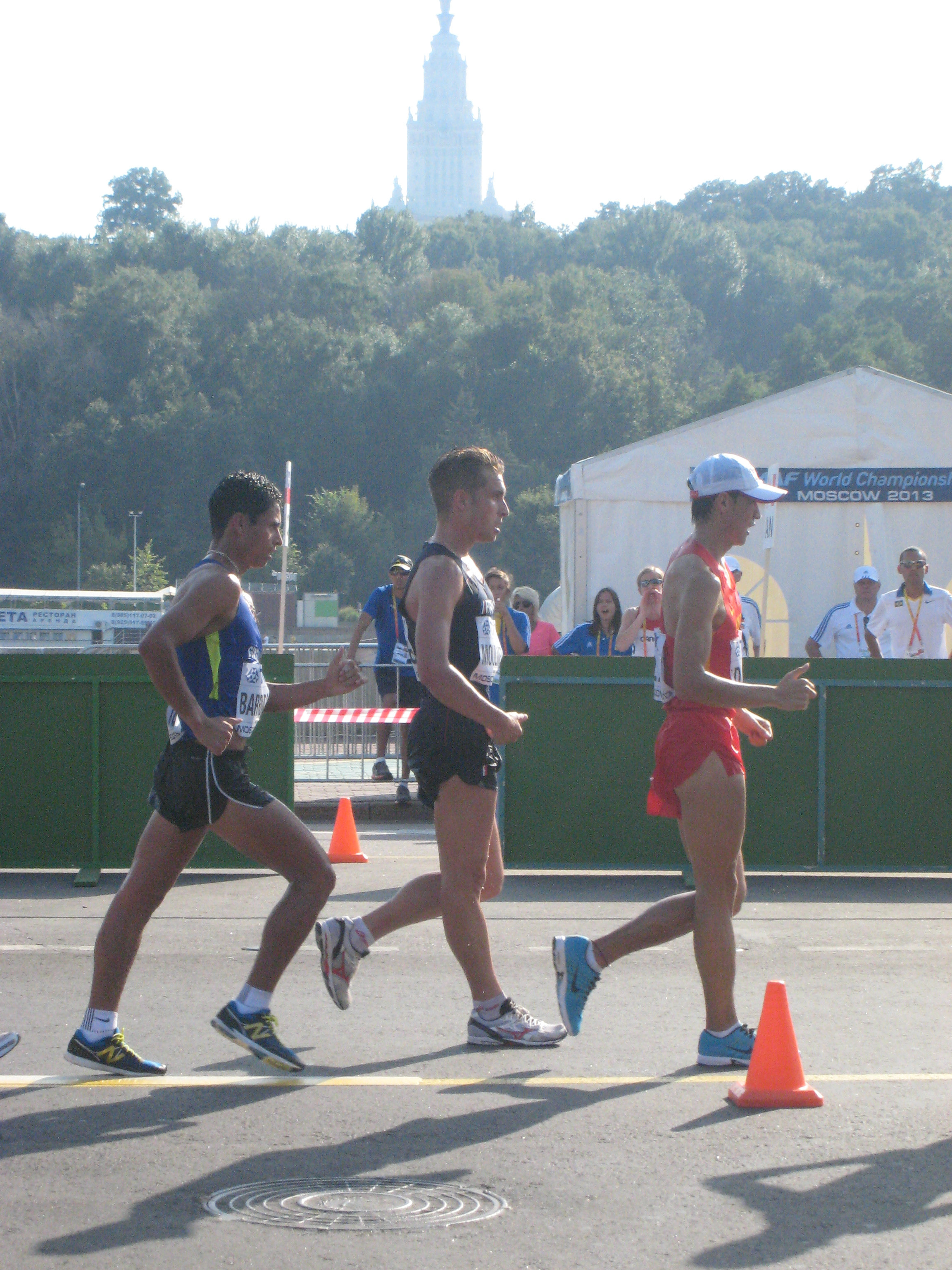
Erick Barrondo (links) – Rang dreißig
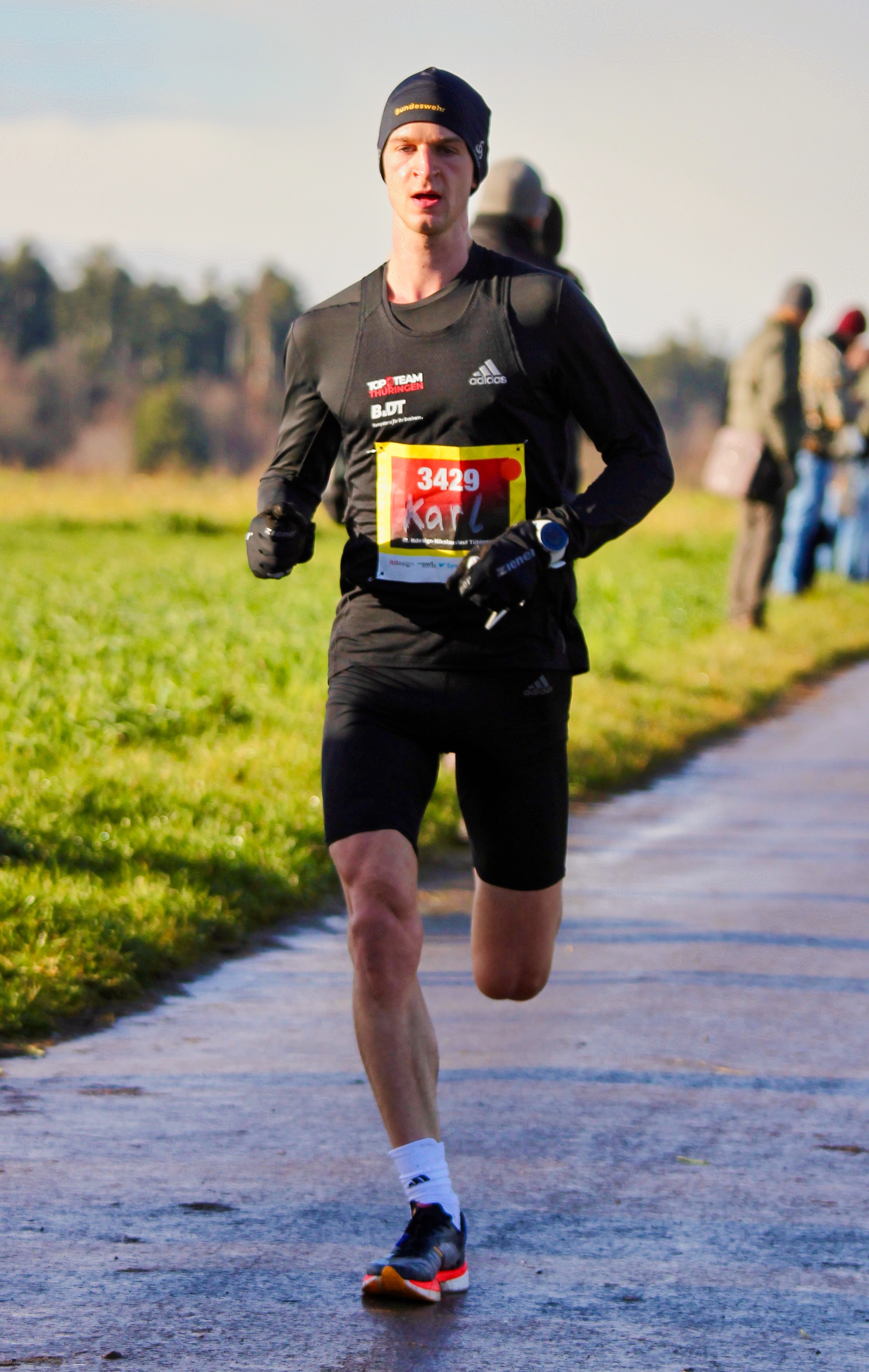
Karl Junghannß (hier beim Laufen, nicht beim Gehen) – Rang 34
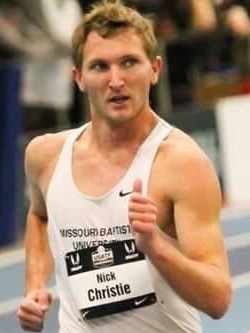
Nick Christie – Rang 36
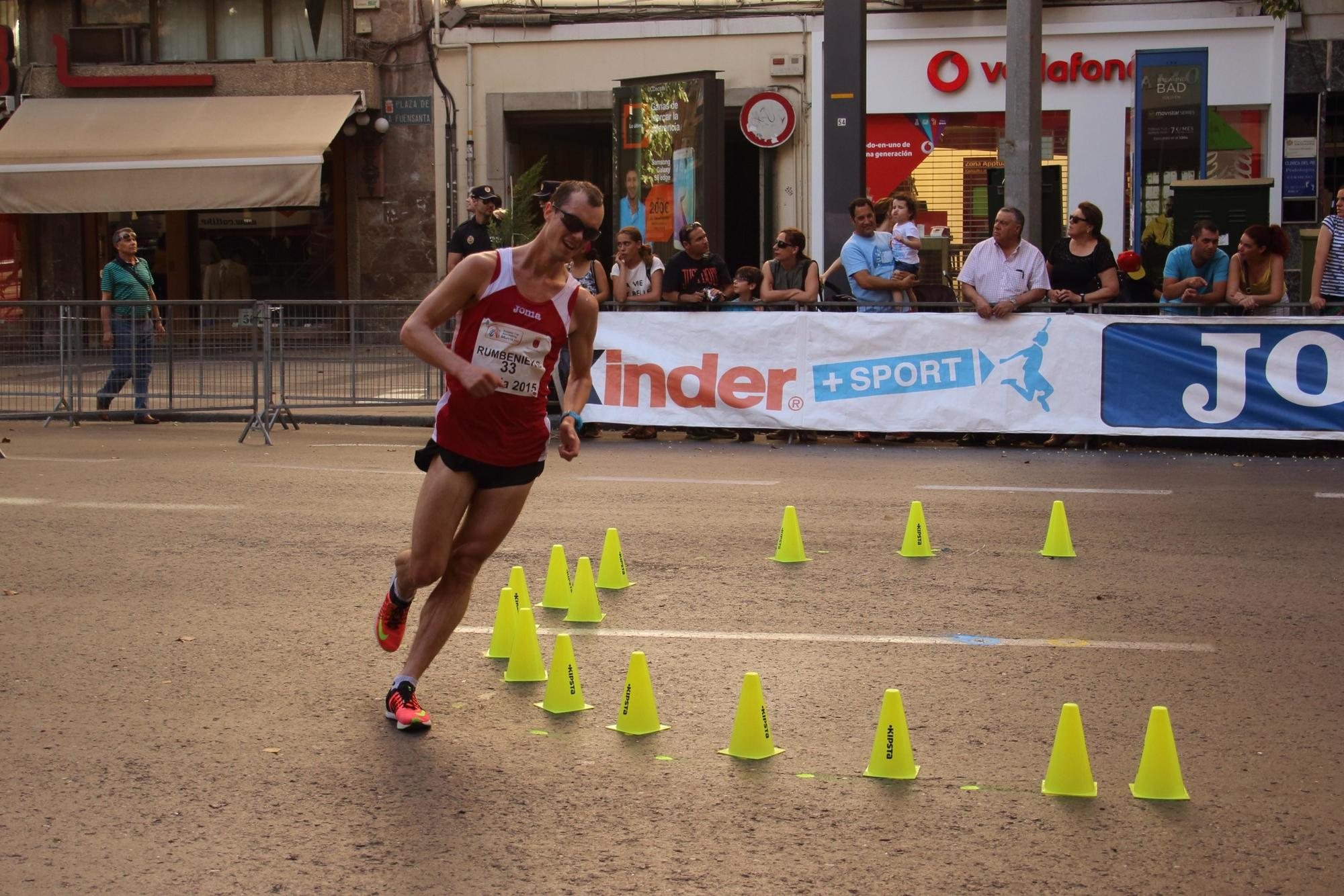
Arnis Rumbenieks – Rang 37
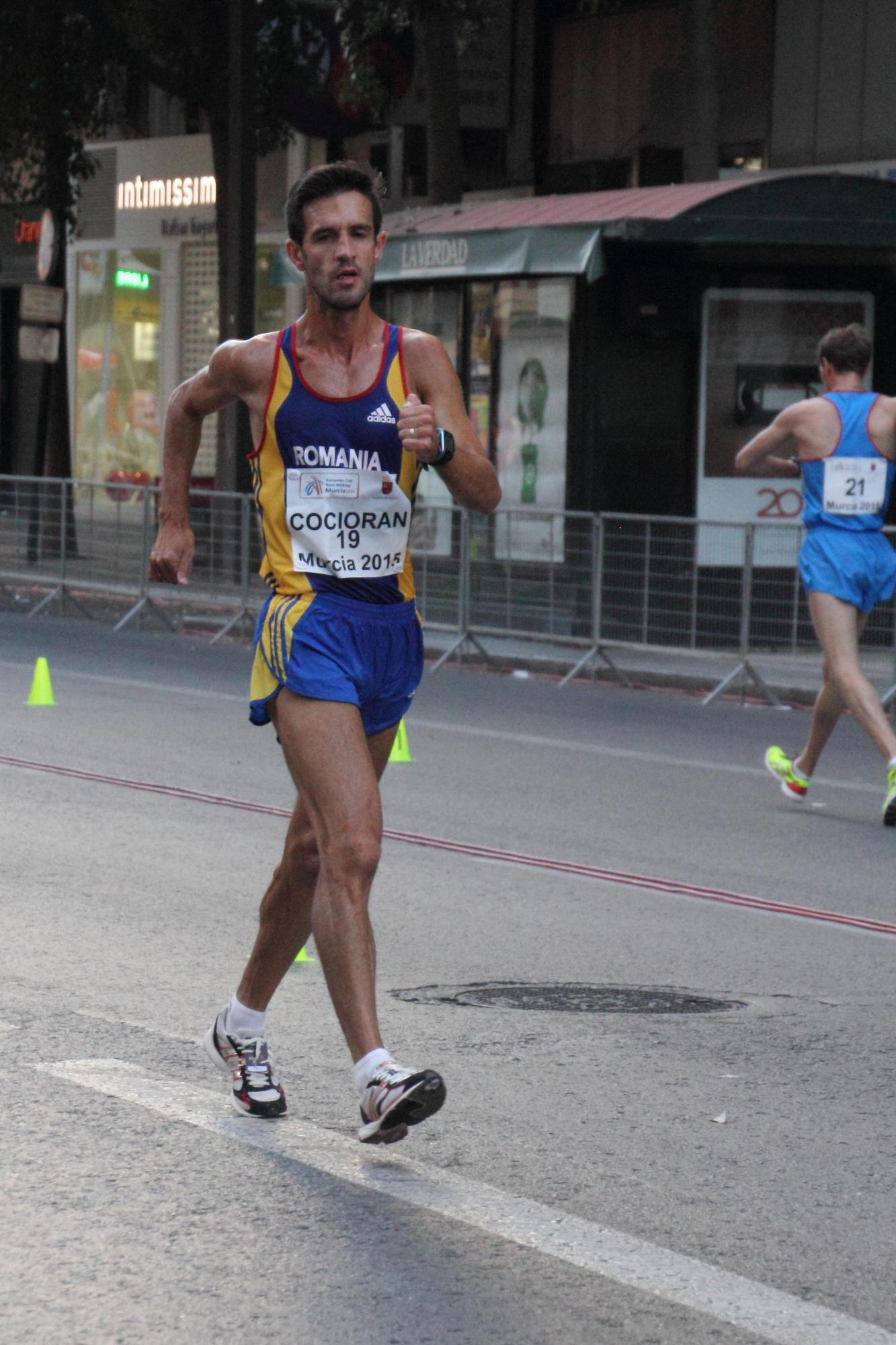
Marius Cocioran – Rang 38
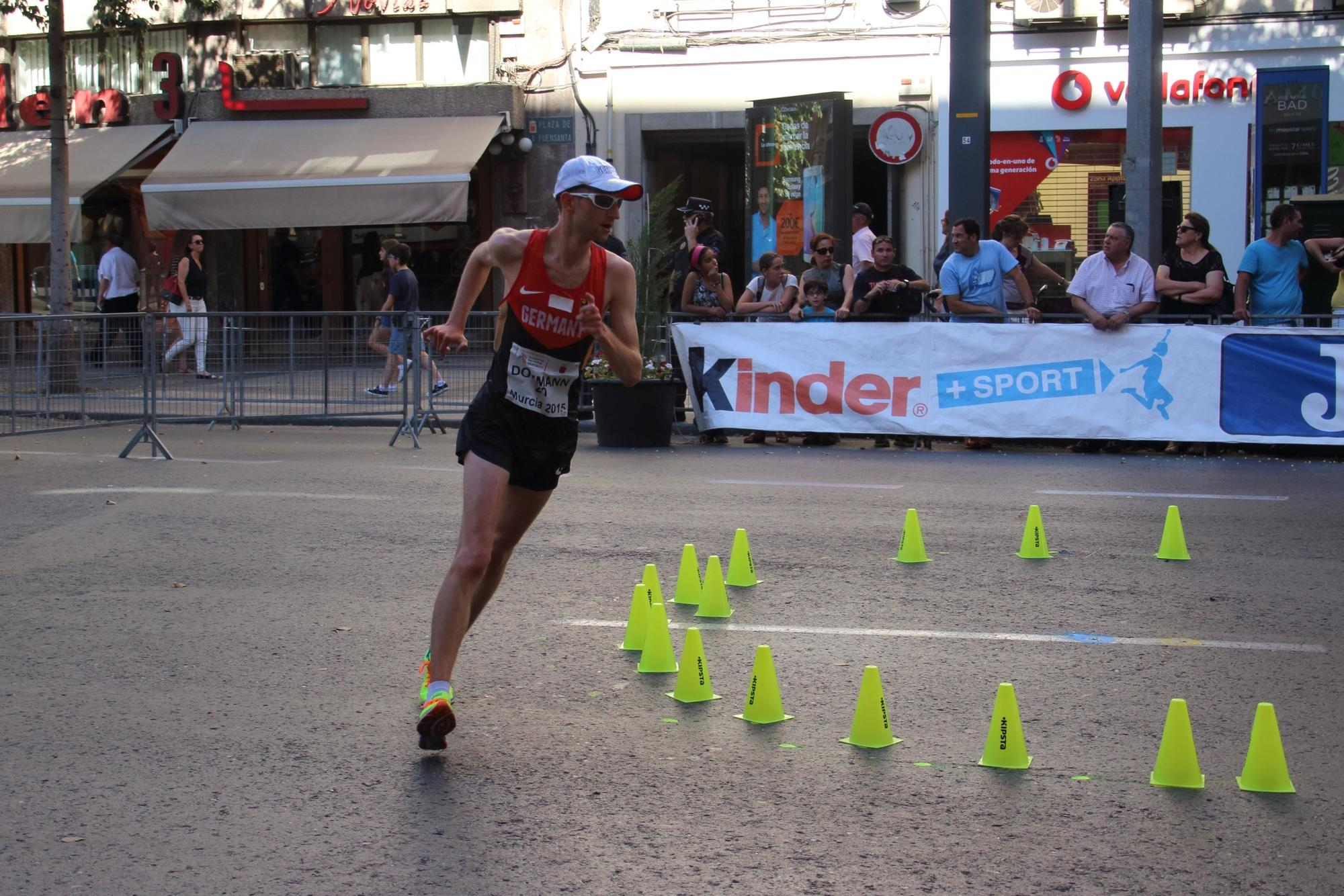
Carl Dohmann – Rang vierzig
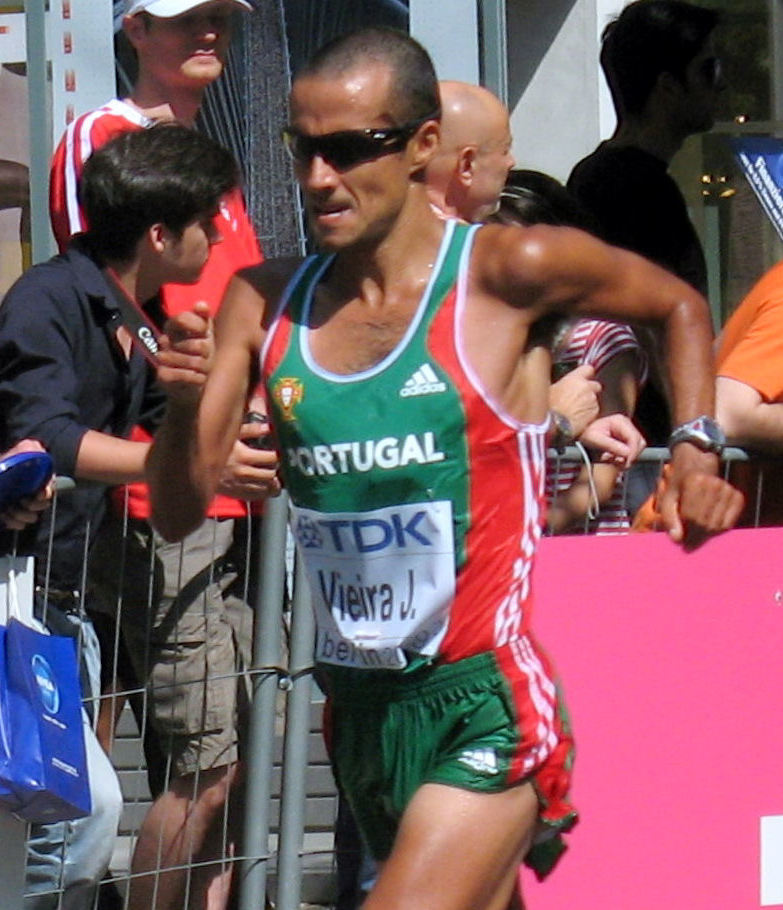
João Vieira – Wettkampf nicht beendet
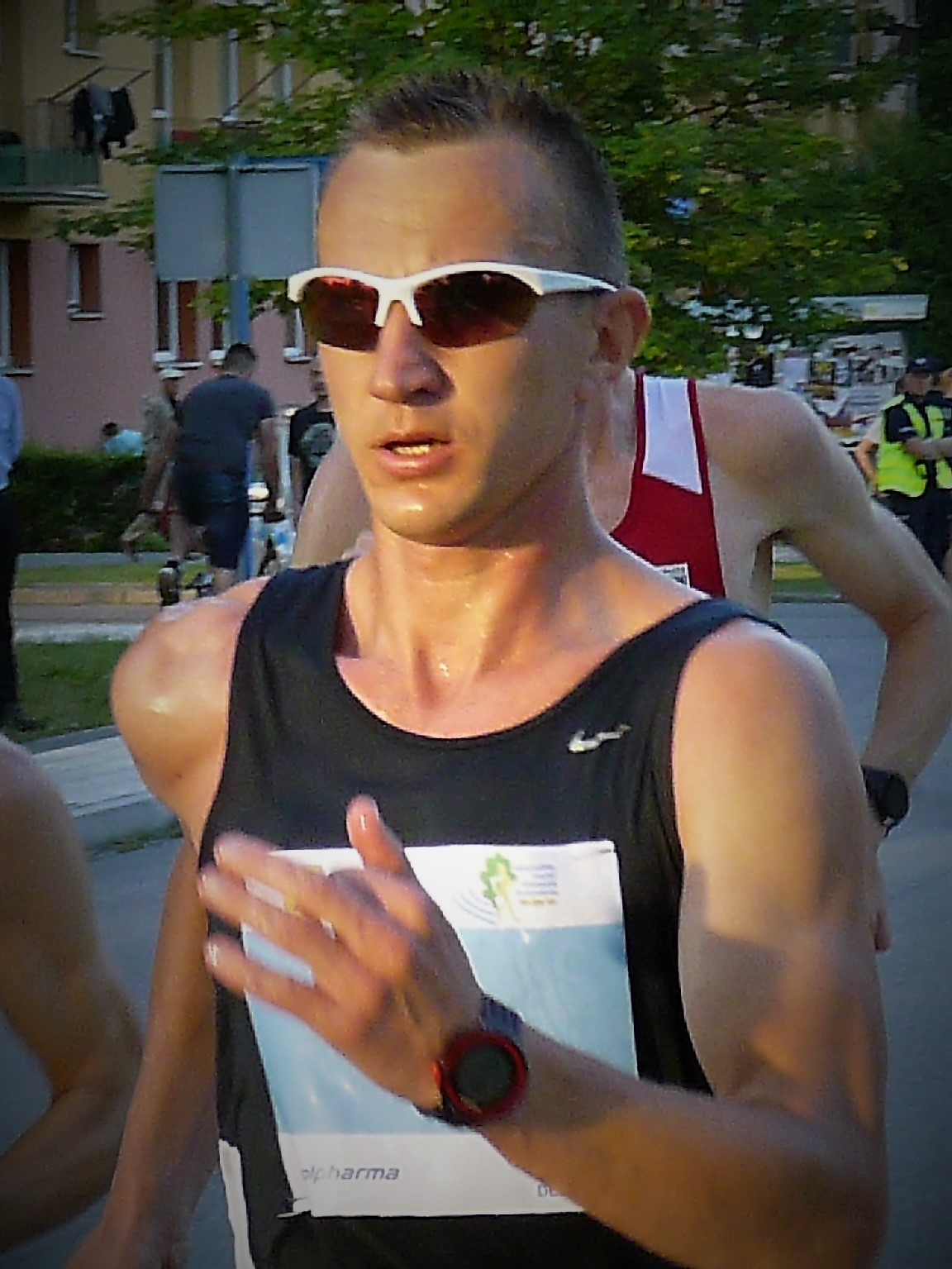
Artur Brzozowski – disqualifiziert
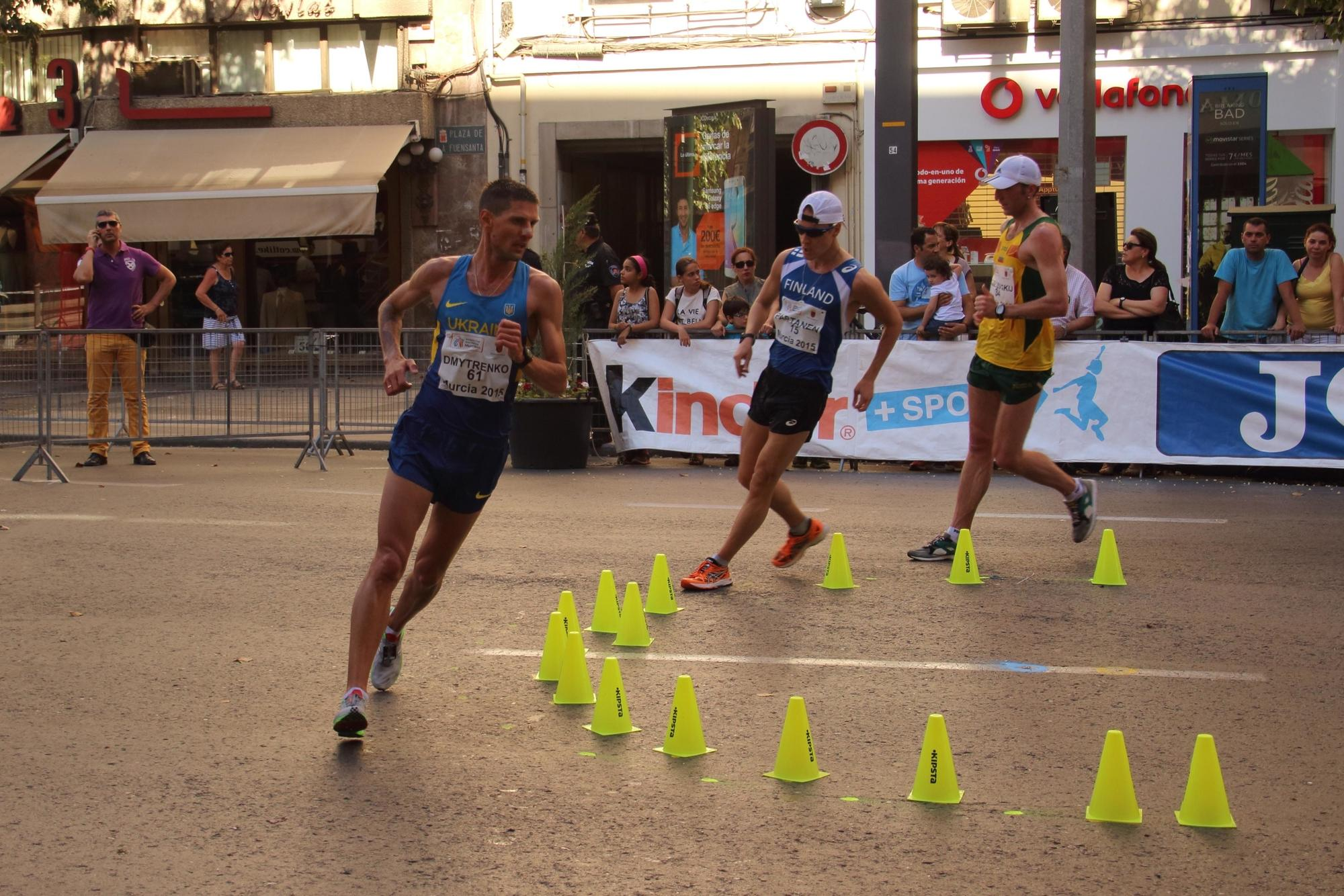
Aku Partanen (Mitte) – disqualifiziert
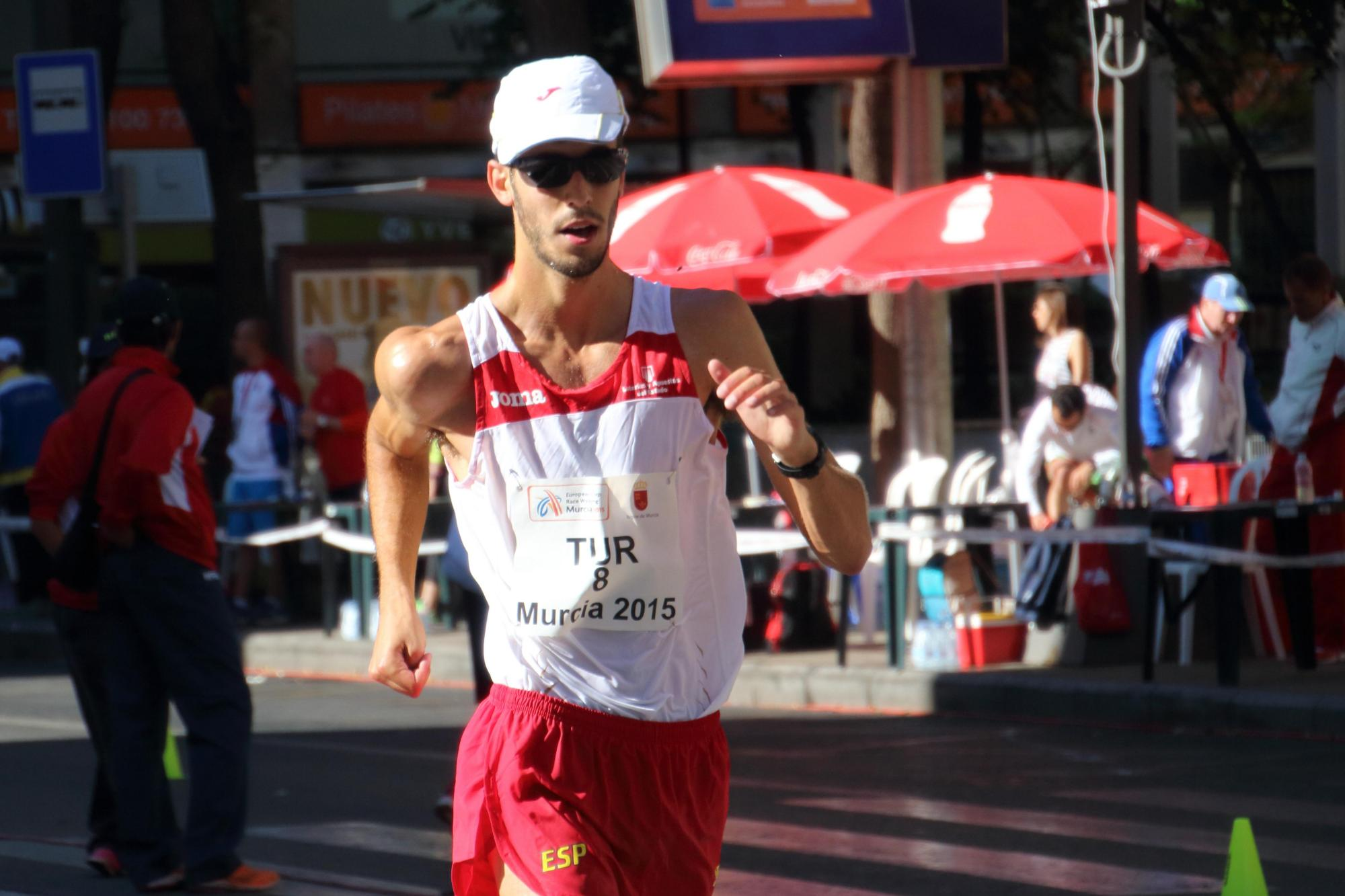
Marc Tur – disqualifiziert

## Video
- Day 10 Highlights, World Athletics Championships Oregon 22, Bereich: 5:19 min bis 6:34 min, youtube.com, abgerufen am 9. August 2022
- Men's 35km Walk Race 2022, youtube.com, abgerufen am 9. August 2022